# Caniles
Caniles ist eine Gemeinde in der Provinz Granada im Südosten Spaniens mit 3.906 Einwohnern (Stand: 2024). Die Gemeinde liegt in der Comarca Baza. 

## Geografie
Die Gemeinde liegt im Süden der Provinz und grenzt an Alcóntar, Baza, Cúllar und Serón. 

## Geschichte
In der Zeit von Al-Andalus hieß der Ort Canilles de Baça. Er wurde von den Katholischen Königen erobert und die Mauren wurden vertrieben. Der fast leere Ort wurde darauf im Jahre 1568 mit Siedlern aus Nordspanien neu bevölkert.

## Sehenswürdigkeiten
- Pfarrkirche Santa María y San Pedro